# Oleg Krecul
Oleg Krecul (rusky: Олег Крецул), (* 21. únor 1975, Kišiněv, Sovětský svaz) je bývalý reprezentant Moldavska v judu. Od své vážné automobilové nehody v roce 1997 reprezentuje Rusko na soutěžích pro zrakově postižené lidí. Je majitel zlaté a stříbrné medaile z paraolympijských her.

## Sportovní kariéra
Druhým místem na mistrovství Evropy v roce 1996 si zajistil účast na olympijských hrách v Atlantě. V prvním kole se utkal s Jihokorejcem Čo a prohrál minutu před koncem v boji na zemi držením (osaekomi-waza). V opravách nestačil na Gruzínce S. Lipartelianiho.
V roce 1997 se oženil a 9 dní na to měl vážnou automobilovou nehodu, při které jeho manželka zemřela a on ztratil vidění.
V roce 1999 se dokázal vrátit a v roce 2001 na mistrovství Evropy zrakově postižených v Ufě vyhrál zlatou medaili. Kvůli lepším podmínkám v Rusku zůstal. V roce 2004 vybojoval jako reprezentant Ruska stříbrnou medaili na paralympijských hrách v Athénách. Za čtyři roky vyhrál dokonce zlatou paralympijskou medaili v Pekingu. Na paralympijských hrách v Londýně v roce 2012 skončil na 5. místě.

## Vyznamenání
- medaile Řádu Za zásluhy o vlast II. třídy – Rusko, 10. srpna 2006[3]
- Řád přátelství – Rusko, 30. září 2009[4]

## Výsledky
| Turnaj             | 1994 | 1995 | 1996 | 1997 |
| ------------------ | ---- | ---- | ---- | ---- |
| Olympijské hry     | -    | -    | úč.  | -    |
| Mistrovství Evropy | úč.  | úč.  | 2.   | úč.  |
| MS juniorů         | 5.   | -    | -    | -    |
| ME juniorů         | ?    | úč.  | -    | -    |